# Хронологија Народноослободилачке борбе јул 1942.
Хронолошки преглед важнијих догађаја везаних за Народноослободилачку борбу народа Југославије, који су се десили током јула месеца 1942. године:
| ← јун | ← јун | ← јун | ← јун | ← јун | ← јун | ← јун | ← јун | ← јун | Хронологија Народноослободилачке борбе у 1942. | Хронологија Народноослободилачке борбе у 1942. | Хронологија Народноослободилачке борбе у 1942. | Хронологија Народноослободилачке борбе у 1942. | Хронологија Народноослободилачке борбе у 1942. | Хронологија Народноослободилачке борбе у 1942. | Хронологија Народноослободилачке борбе у 1942. | Хронологија Народноослободилачке борбе у 1942. | Хронологија Народноослободилачке борбе у 1942. | Хронологија Народноослободилачке борбе у 1942. | Хронологија Народноослободилачке борбе у 1942. | Хронологија Народноослободилачке борбе у 1942. | Хронологија Народноослободилачке борбе у 1942. | Хронологија Народноослободилачке борбе у 1942. | Хронологија Народноослободилачке борбе у 1942. | август → | август → | август → | август → | август → | август → | август → |
| 1     | 2     | 3     | 4     | 5     | 6     | 7     | 8     | 9     | 10                                             | 11                                             | 12                                             | 13                                             | 14                                             | 15                                             | 16                                             | 17                                             | 18                                             | 19                                             | 20                                             | 21                                             | 22                                             | 23                                             | 24                                             | 25       | 26       | 27       | 28       | 29       | 30       | 31       |

### 4. јул
- У Јајинцима, код Београда стрељан Бора Барух (1911—1942), сликар и правник. Био је најпре борац Првог шумадијског и Космајског партизанског одреда, а потом се у ослобођеном Ужицу бавио пропагандним радом у Партизанском атељеу. Након слома Ужичке републике, фебруар 1942. четници су га заробили и предали Немцима, након чега је био заточен у логору Бањица.[1]

### 8. јул
- У селу Тоболићу, код Слуња, на Кордуну, наредбом Главног штаба НОП и ДВ Хрватске, од личких партизанских батаљона, Другог батаљона Првог кордунашког одреда и Ударног батаљона Банијског одреда формирана Ударна бригада Прве оперативне зоне Хрватске (касније Прва личка пролетерска ударна бригада). На дан формирања бригада је имала четири батаљона, са око 1.100 бораца. Командни састав бригаде су чинили — Стеван Опсеница командант, Урош Крунић политички комесар и Јовица Лончар оперативни официр. Од новембра 1942. па до краја рата бригада се налазила у саставу Шесте личке дивизије. Бригада је за заслуге у току Народноослободилачког рата одликована Орденом народног хероја.[2][3][4]

### 12. јул
- На Сењаку, у Пљевљима, Италијани стрељали револуционара и политичког секретара Обласног комитета КПЈ за Санџак Рафаела Батина (1910—1942), кога су четници заробили 9. јула у заседи на планини Љубишњи. Батино је стрељан под партизанским именом Миша Цветковић, а његов прави идентитет откривен је тек након рата.[5]

### 13. јул
- У селу Бристови, код Бугојна, где се сместио Штаб Првог ужичког батаљона Друге пролетерске ударне бригаде, једна артиљеријска граната, коју су испалиле усташе из правца Бугојна, погодила кућу у којој се одржавао партијски састанак штапске ћелије. Том приликом тешко је рањен и убрзо преминуо Милосав Мићо Матовић (1918—1942), партијски руководилац батаљона, док су лакше рањена двојица партизана. После рата Матовић је проглашен за народног хероја.[6][7]

### 14. јул
- у близини села Оборци, код Доњег Вакуфа, Трећи батаљон Друге пролетерске бригаде и делови Прве пролетерске бригаде напали железничку станицу Оборци, на железничкој прузи Травник—Доњи Вакуф. Нападнутим домобранима, пристигао је у помоћ Први батаљон домобранског Петог пешадијског пука, због чега напад није успео. У овој борби је погинуо Душан Дугалић (1910—1942), командант Трећег шумадијског батаљона Друге пролетерске бригаде. Дугалић је марта 1945. године проглашен за народног хероја.[6]

### Средина јула
- У Тјентишту, код Фоче, у централној партизанској болници као тешки рањеник преминуо Радослав Ковачевић Буђони (1919—1942), командант Првог ужичког батаљона Друге пролетерске бригаде. Он је тешко рањен у борбама вођеним с четницима и Италијанима, 13. јуна на Живњу, код Гацка. После рата Ковачевић је проглашен за народног хероја.[8]

### 16. јул
- У селу Цеста, код Кочевја, наредбом Главног штаба НОП одреда Словеније од бораца Пролетерског батаљона „Тоне Томшич“ и бораца из Треће и Пете групе партизанских одреда Словеније формирана Прва словеначка пролетерска бригада „Тоне Томшич”. Бригада је понела име Антона Тонета Томшича, секретара ЦК КП Словеније стрељаног маја 1942. године. Први командант бригаде био је Стане Семич Даки.[9]

### 19. јул
- Код села Урије, код Бугојна, делови усташке Црне легије, који су се пробијали из Доњег Вакуфа у блокирани гарнизон у Бугојну, одбацили Трећи шумадијски батаљон Друге пролетерске бригаде. У овој борби погинули је 14 партизана, међу којима су били — Рада Миљковић (1917—1942), Бошко Ђуричковић (1913—1942) и Живадин Јанковић Кум (1921—1942). После рата, Рада Миљковић је проглашена за народног хероја.[6][10]

### 25. јул
- У селу Бојишта, код Невесиња, Италијани стрељали двојицу истакнутих руководилаца Народноослободилачког покрета из Херцеговине — Миру Попару (1913—1942) и Павла Ковачевића (1905—1942). Они су 18. јула, услед издаје курира Марка Руља, заробљени од четника у селу Грабовица. Потом су предати Италијанима у Невесињу, где су мучени у затвору. Након рата, Попара је проглашен за народног хероја.[11]